# شهرک ولیعصر (داراب)
شهرک ولیعصر، روستایی در دهستان رستاق بخش رستاق شهرستان داراب در استان فارس ایران است.

## جمعیت
بر پایه سرشماری عمومی نفوس و مسکن در سال ۱۳۹۵، جمعیت این روستا برابر با ۲٬۱۹۳ نفر (۵۸۷ خانوار) بوده است.